# Egna
Egna (in tedesco Neumarkt) è un comune italiano di 5 533 abitanti della provincia autonoma di Bolzano in Trentino-Alto Adige. È inoltre un comune mercato e rientra nella guida dei Borghi più belli d'Italia per la regione Trentino-Alto Adige.

## Geografia fisica
Oltre a essere il centro principale del subcomprensorio della Bassa Atesina, è il capoluogo amministrativo e culturale del comprensorio Oltradige-Bassa Atesina, nonostante sia solo il terzo comune per popolazione, dopo Laives e Appiano.
Il borgo è situato in fondovalle, a 214 m s.l.m., sulla sinistra orografica dell'Adige, a circa 25 km a sud di Bolzano.
Fuori dal suo centro ha una stazione ferroviaria, nella quale fermano solo i treni regionali, e uno svincolo autostradale sull'A22.

## Origini del nome
Il nome Egna deriva dalla antica mansio Endidae, una mansio o stazione di posta romana sulla Via Claudia Augusta: scavi archeologici hanno portato alla luce un sito ben conservato, che oggi si può visitare. Divenuto Enna nel 1018 e E(n)gna nel 1170, dopo un incendio il paese fu ricostruito dal vescovo Corrado nel 1189 con il nome di burgum novum de Egna. Nel 1260 fu noto col nome di Novum Forum, attorno al Trecento è divenuto Neuwenmarcht e nel 1327 Neumarkt.

## Storia
Il piccolo centro è un tipico borgo mercantile di fondazione altomedievale, istituito nel 1189 dal vescovo Corrado di Trento. Già nel Duecento i conti del Tirolo subentrarono ai vescovi nella gestione del potere territoriale, facendo del distretto giudiziale di Egna (Landgericht Enn-Kaldiff) una delle loro basi nella val d'Adige. Nel contempo concentrarono i loro investimenti a Bolzano, lasciando così quasi intatto l'impressione antica che ancora oggi il borgo offre.
Nel XIII secolo Sofia degli Ezzelini, figlia di Ecelino II il Monaco, sposerà il nobile Enrico III da Egna (Enn). È nativo di Egna Camillo Zancani, uno dei Mille di Garibaldi.
Nel 1946 è passato dalla provincia autonoma di Trento alla provincia autonoma di Bolzano in seguito all'accordo De Gasperi-Gruber.

### Simboli
Lo stemma è partito, a destra è raffigurata la luna crescente d'argento su sfondo rosso; a sinistra una croce patente rossa, con le braccia scorciate, su sfondo argento. In un documento del 1395 Alberto d'Austria, fratello di Rodolfo IV d'Asburgo concedeva al villaggio, allora denominato Newnmarkt, l'uso dell'insegna. Lo stemma è stato adottato nel 1967.

## Monumenti e luoghi d'interesse

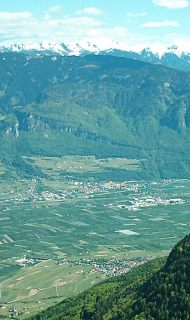
Egna vista dalla Mendola

### Architetture religiose
- Chiesa di San Nicolò Vescovo, chiesa parrocchiale tardogotica rimodellata nel 1461 dal costruttore Hans Feur di Vipiteno
- Chiesa di Santa Maria in Villa, tardogotica, restaurata e riconsacrata nel 1956.

### Architetture civili
- Castel Kaldiff o Castel Caldivo nei pressi della Frazione di Mazzon (Mazon), lungo il corso del torrente Villa (Viller Bach).
- Portici (Lauben) che caratterizzano il borgo.
- Palazzo Griesfeld, settecentesco.

Presso la frazione di Laghetti si incontrano due strutture interessanti: la prima è il cosiddetto Klösterle, l'ospizio di San Floriano, la seconda struttura risulta essere in relazione alla prima: si tratta della chiesa di San Floriano.

## Società

### Ripartizione linguistica
All'ultimo censimento prima dell'entrata in vigore del Pacchetto per l'Alto Adige, nel 1971, il comune era ancora a maggioranza di lingua italiana (50,03%).
La popolazione al censimento del 2024 è in maggioranza di madrelingua tedesca e in minoranza di madrelingua italiana. Pressoché insignificante la componente ladina.
| Ripartizione linguistica | 1880   | 1890   | 1900   | 1971   | 1981   | 1991   | 2001   | 2011   | 2024   |
| ------------------------ | ------ | ------ | ------ | ------ | ------ | ------ | ------ | ------ | ------ |
| Madrelingua italiana     | 17,34% | 31,13% | 3,95%  | 50,03% | 39,43% | 38,71% | 37,97% | 36,89% | 38,84% |
| Madrelingua tedesca      | 82,66% | 68,87% | 96,05% | 49,89% | 60,21% | 60,80% | 61,65% | 62,70% | 60,78% |
| Madrelingua ladina       | /      | /      | /      | 0,08%  | 0,33%  | 0,49%  | 0,37%  | 0,42%  | 0,38%  |

### Evoluzione demografica
Abitanti censiti

## Amministrazione
| Periodo  | Periodo | Primo cittadino  | Partito | Carica  | Note |
| -------- | ------- | ---------------- | ------- | ------- | ---- |
| nel 1954 |         | Anton Pernter    |         | Sindaco |      |
| nel 1960 |         | Alfred Vedovelli |         | Sindaco |      |
| 2005     | 2010    | Alfred Vedovelli | SVP     | Sindaco |      |
| 2010     | 2020    | Horst Pichler    | SVP     | Sindaco |      |
| 2020     |         | Karin Jost       | SVP     | Sindaco |      |

### Gemellaggi

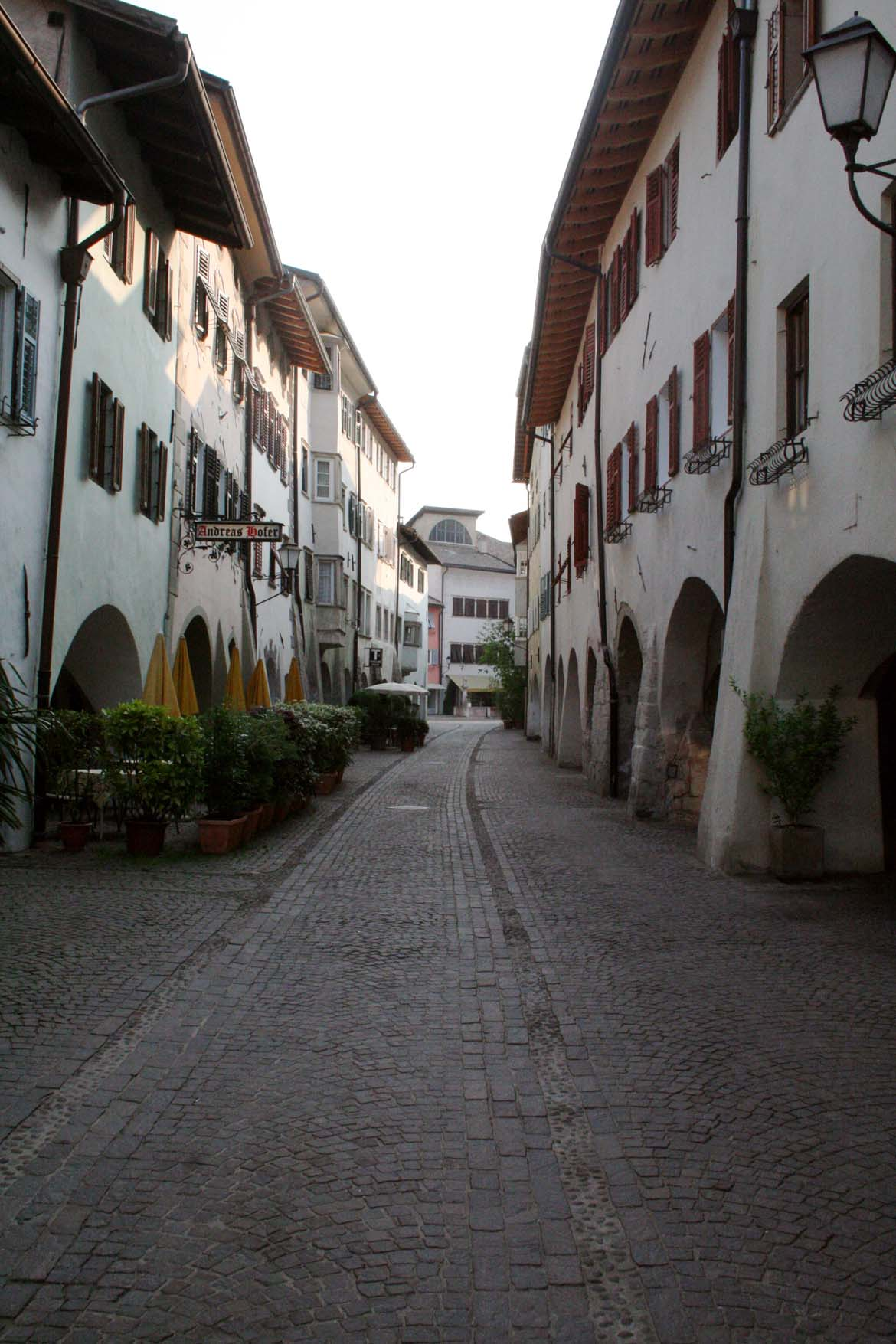
Via Portici ad Egna

- Rheinfelden, dal 1968[15][16]